# Little Big Shots
Little Big Shots (letteralmente «Piccoli pezzi grossi») è un talent show trasmesso dalla TV statunitense NBC, in onda dal 2016 per due stagioni. Ideato da Ellen DeGeneres e Steve Harvey, il programma è condotto da quest'ultimo.

## Il programma
La trasmissione è dedicata a bambini fra i 3 e i 13 anni, dotati di talenti fuori dal comune e le cui abilità possono ricoprire svariate discipline, ma a differenza degli altri talent show non ha nessuna giuria e non prevede nemmeno la competizione fra i protagonisti.

## Il format nel resto del mondo
Il primo franchise del programma, intitolato Best of all! e presentato da Maxim Galkin, è stato trasmesso in Russia a partire dal 6 novembre 2016.
Il 13 dicembre 2016 è andato in onda in Italia l'episodio pilota del format Little Big Show, la cui conduzione è stata affidata a Gerry Scotti. Anche in altri paesi del mondo il programma ha una sua edizione.